# Marcel Roques
Marcel Roques, né le 18 septembre 1948 à Lamalou-les-Bains (Hérault), est un homme politique et avocat français, ancien député de l'Hérault, maire de Lamalou-les-Bains de 1989 à 2014, membre du Nouveau Centre.

## Mandats
- Maire de Bédarieux de 1977 à 1983
- Maire de Lamalou-les-Bains de 1983 à 2014
- Député de la cinquième circonscription de l'Hérault du 2 avril 1993 au 21 avril 1997. Il fait partie du groupe UDF.
- Conseiller général du canton de Saint-Gervais-sur-Mare de 1979 à 1993. Il succède ainsi à Paul Coste-Floret, conseiller général depuis 1967, brutalement décédé le 27 août 1979.
- Conseiller régional du Languedoc-Roussillon de 1992 à 2004 puis à nouveau de 2007 à 2010 (remplace Raymond Couderc, démissionnaire).